# Furor Gallico
Furor Gallico es una banda de folk metal originaria de Milán, Italia.

## Etimología
Furor Gallico es la forma en la que los antiguos romanos describían la sed de sangre de los guerreros celtas, que estaban dispuestos a defender en la batalla a su gente y sus tierras.

## Miembros

### Miembros actuales
- Davide Cicalese - Voz
- Luca Rossi - Guitarra y coros
- Mattia Pavanello - Guitarra
- Marco Ballabio - Bajo
- Paolo Cattaneo - Tin whistle, buzuki, cornamusa
- Riccardo Brumat - Violín
- Becky Rossi - Arpa celta
- Mirko Fustinoni - Batería

### Antiguos miembros
- Melissa Milani «Mela» - Bajo (2007-2008)
- Marco - Batería (2007-2009)
- Maurizio Cardullo «Merogaisus» - Tin/low whistle, buzuki (2007-2010)
- Mac - Bajo (2008-2011)

## Discografía

### Demos
| Año  | Título                       | Discográfica |
| 2009 | 390 b.C. – The Glorious Dawn | Autoeditado  |

### Álbumes de estudio
| Año  | Título               | Discográfica     |
| 2011 | Furor Gallico        | Massacre Records |
| 2015 | Songs from the Earth | Scarlet Records  |
| 2019 | Dusk of the Ages     | Scarlet Records  |
| 2024 | Future To Come       | Scarlet Records  |